# Qianfoshan
Qianfoshan (kinesiska: 千佛山街道, 千佛山) är en socken i Kina. Den ligger i provinsen Shandong, i den östra delen av landet, nära eller i provinshuvudstaden Jinan. Antalet invånare är 69 818. Befolkningen består av 33 588 kvinnor och 36 230 män. Barn under 15 år utgör 6,0 %, vuxna 15-64 år 84 %, och äldre över 65 år 8,0 %.
Genomsnittlig årsnederbörd är 841 millimeter. Den regnigaste månaden är juli, med i genomsnitt 315 mm nederbörd, och den torraste är januari, med 6 mm nederbörd.